# Кондратюк Марія Кирилівна
Марія Кирилівна Кондратюк (нар. 1902 — 23 жовтня 1955, Житомирська область) — українська радянська діячка, новатор сільськогосподарського виробництва, голова колгоспу «Хлібороб» («Шлях комунізму») Бердичівського району Житомирської області. Член Ревізійної Комісії КПУ у вересні 1952 — жовтні 1955 р. Депутат Верховної Ради УРСР 2—4-го скликань.

## Життєпис
Народилася у бідній селянській родині. Трудову діяльність розпочала наймичкою у поміщицьких економіях. У 1929 році вступила до колгоспу в селі Садках Бердичівського району.
У 1934—1941 роках — голова колгоспу «Хлібороб» села Садки Бердичівського району Житомирської області.
Член ВКП(б) з 1938 року.
Під час німецько-радянської війни була евакуйована до Воронезької області РРФСР, де працювала на тваринницькій фермі, була головою колгоспу і сільської ради.
У 1944—1955 роках — голова колгоспу «Хлібороб» (потім — «Шлях комунізму») села Садки Бердичівського району Житомирської області.

## Нагороди
- орден Трудового Червоного Прапора
- медаль «За доблесну працю у Великій Вітчизняній війні 1941–1945 рр.»